# Sonia Lewitska
Sonia Lewitska, también conocida como Sofía Lewicka (en polaco: Sofia Lewicka; en ucraniano: Cофія Пилипівна Левицька; en francés: Sonia Lewitska; en ruso: София Филипповна Левицкая; Vijilivka, 9 de marzo de 1880 - París, 20 de septiembre de 1937) fue una pintora y grabadora francesa nacida en lo que ahora es Polonia, aunque su familia era de Ucrania.

## Biografía
Sonia Lewitska fue una pintora, grabadora e ilustradora posimpresionista de origen ucraniano, hermana del escritor y diplomático ucraniano Modest Pilipovich Levitski (1866-1932). Su padre era inspector de las escuelas públicas de la provincia de Podolia. Era amigo de Volodímir Antonovich y Tadej Rilski, e interesado en el trabajo social y cultural. La artista pasó su infancia entre Kiev y Viljivtsi. Su madre, Modesta Byshovska (Biszowska), provenía de la familia Leszczyńskis (Leshchinskys). La familia era muy culta y demócrata, hablaban ucraniano, alemán fluido, francés y polaco. Lewitska se graduó de la Escuela de Arte en Zhitómir. En ese pueblo, a los 19 años, se casó con Yustin Manilovski, un médico local, pero él tenía problemas de alcoholemia. Después de la escuela de arte, huyó de su matrimonio y se fue con sus padres a Viljivtsi, dejando a su hija Olga, que había nacido con problemas mentales, con ellos y comenzó a estudiar arte con Sergi Svetoslavski en Kiev. Svetoslavski le aconsejó que fuera a París y Lewitska se mudó a París en 1905 para estudiar pintura.
Sonia Lewitska se dedicó a un arte refinado sin perder lo que un poeta llamó el don de la infancia. Independiente, evitó toda teoría del arte y solo investigó los mejores medios para traducir su propia visión interior en arte. A menudo se inspiró en el folclore eslavo. Lewitska fue una de las primeras miembros del grupo parisino. En 1905 se instala en París y continúa sus estudios en Jean Marchand, quien más tarde se convierte en su marido. Comenzando como cubista y fauvista, pasó a un estilo posimpresionista y se hizo famosa por sus ilustraciones de libros de edición limitada.
Expuso en el Salon d'Automne (1910–1913, 1919–1925, 1927–1934), el Salon des Indépendants (1910–1914, 1920–1922), la Section d'Or, el Salon des Tuileries (1929, 1932, 1933), las galerías de París y en las exposiciones internacionales.
En 1933 participó en el Salón de Echanges. Al mismo tiempo, en compañía de su amiga Henriette Tirman, ayuda a André Fau y Francis Thieck en la decoración de interiores sugiriendo los servicios de pintores de su círculo más cercano: Raoul Dufy, André Lhote, André Hellé y Jean Marchand. De esta manera apoyó a sus amigos en tiempos difíciles de crisis económica en el país.
En 1937, Henriette Tirman constituyó con varias amigas en su casa la Sociedad de Amigos Sonia Lewitska, que organizaría en 1938 dos exposiciones retrospectivas de la artista en la Galería Sagot – Le Garrec.

## Ilustraciones
- Jean Cocteau, Bertrand Guégan (1892–1943); L'almanach de Cocagne pour l'an 1920–1922, Dédié aux vrais Gourmands Et aux Francs Buveurs (1921)[10]